# Prorocentrum adriaticum
Prorocentrum adriaticum es una especie de dinoficeo prorocentrale de la familia Prorocentraceae. Es una especie marina que vive frente a las costas de Líbano, en el mar Adriático.

## Taxonomía
La especie fue descrita por el micólogo, algólogo, briólogo, botánico e hidrobiólogo suizo Josef Schiller en 1918. Su nombre específico hace referencia al mar Adriático.